# Archidiocèse d'Otrante
L' archidiocèse d'Otrante (en latin : Archidiœcesis Hydruntina ; en italien : Arcidiocesi di Otranto) est un archidiocèse de l'Église catholique d'Italie, suffragant de l'archidiocèse de Lecce et appartenant à la région ecclésiastique des Pouilles.

## Territoire
L'archidiocèse est situé dans la province de Lecce sur un territoire est de 800 km2 divisé en 80 paroisses regroupées en 7 archidiaconés. L'évêché est à Otrante avec la cathédrale de l'Annonciation. À Galatina, se trouve la basilique de sainte Catherine d'Alexandrie (it).

## Histoire
Selon la tradition, commune à d’autres diocèses des Pouilles, la communauté chrétienne d'Otrante est fondée par l'apôtre saint Pierre. Cependant, la première mention de l'existence du diocèse d'Otrante remonte à la fin du VIe siècle, dans l'épistolaire de Grégoire le Grand, l'évêque Pierre d'Otrante est mentionné à plusieurs reprises. En novembre 595, le pape désigne Pierre comme visiteur des églises de Brindisi, Lecce et Gallipoli, laissés sans leurs évêques respectifs, chargés de veiller à la préservation du patrimoine ecclésiastique desdites églises et à la nomination de nouveaux prélats. Pierre est encore mentionné dans la lettre de septembre 601 en tant qu’administrateur de l’Église de Brindisi et dans lequel il est responsable de la remise des reliques de Leuce de Brindes (it) au monastère de San Leuce près de Rome.
Au VIIe siècle, deux autres évêques d'Otrante sont connus car leurs noms apparaissent dans deux synodes romains. En 649, l'évêque André participe au concile de Latran convoqué par le pape Martin Ier pour condamner l'hérésie monothélisme. Pour la même raison, l'évêque Jean est présent au concile de Rome convoqué par le pape Agathon en 680 dont les actes sont lus et approuvés lors des séances du troisième concile de Constantinople qui débute le 7 novembre de la même année. Le diocèse d'Otrante, comme tous ceux du sud de l'Italie et de la Sicile, continue de dépendre spirituellement de Rome. Vers 732, cependant, l'empereur byzantin Léon III l'Isaurien sépare les diocèses de l'Italie byzantine de Rome et les soumet au patriarcat de Constantinople, imposant progressivement le rite byzantin.
Au IXe siècle, Otrante est élevé au rang d'archidiocèse autocéphale, c'est-à-dire ne dépendant d'aucun siège métropolitain ; c'est ainsi qu'il apparaît dans le Notitia Episcopatuum de Léon VI le Sage, daté du début du Xe siècle. Deux archevêques d'Otrante sont connus. L'archevêque Marc prend part au quatrième concile de Constantinople de 879 qui réhabilite le patriarche Photios Ier de Constantinople et signe les actes entre les archevêques Lucien de Durazzo et Arsène de Lemnus. En 921, un archevêque non identifié d'Otrante reçoit une lettre du patriarche de Constantinople, Nicolas Ier Mystikos, dans laquelle, entre autres choses, il est fait mention de la mort sanglante d'un stratège byzantin à Ascoli Satriano en avril de cette année.
Dans le contexte d'une restructuration générale administrative et ecclésiale des possessions byzantines en Italie, l'empereur Nicéphore II Phocas autorise en 968 le patriarche Polyeucte à ériger le siège métropolitain d'Otrante, donnant au métropolite le pouvoir de consacrer les évêques suffragants d'Acerenza, de
Tursi, de Gravina, de Matera et de Tricarico. On ignore si ces dispositions ont eu un effet réel, car les Notitiae Episcopatuum Byzantine du XIe siècle ne mentionnent qu'un seul siège suffragant d'Otrante, celui de Tursi.
Le dernier métropolite grec d'Otrante est Hypatius. En 1054, il est le seul parmi tous les évêques d'Italie byzantine à prendre part au synode convoqué par le patriarche Michel Ier Cérulaire à Constantinople au cours duquel la rupture avec l'Église occidentale est officialisée. Hypatius est probablement le même métropolite qui, en 1066, participe au synode réuni dans la capitale impériale par le patriarche Jean VIII Xiphilin. Il semble toutefois que le titre d’Otrante continue d’être attribué à Constantinople, même après la fin de la domination byzantine dans la péninsule du Salento, en effet, Jean, archevêque d'Otrante, est mentionné dans un décret synodal de l'empereur Nicéphore III Botaniatès de 1079.
À partir du milieu du XIe siècle s'achève la domination byzantine, ce qui détermine le retour d'Otrante sous l'autorité et l'obéissance romaine. Ce passage n'est cependant pas traumatisant. En fait, dès 1067, le premier évêque de rite latin, Hugo, participe au deuxième concile de Melfi (it), il est toujours mentionné en 1068, lorsqu'il participe à un concile à Rome, et en 1071, lorsqu'il figure parmi les évêques qui consacrent la nouvelle église abbatiale du Mont Cassin. En 1088, en présence de Roffredo, métropolite de Bénévent et légat du pape, la nouvelle cathédrale d'Otrante est consacrée. Au cours de l'épiscopat de Gionata, entre 1163 et 1165, la cathédrale s'enrichit d'une mosaïque sur son sol, unique par sa taille et ses thèmes représentés. On ignore la période au cours de laquelle la province ecclésiastique latine d'Otrante est créée ; la première mention à ce sujet ne date que de la deuxième moitié du XIIe siècle ; le Provinciale Vetus d'Albino (vers 1190) et le catalogue de Cencio Camerario font état de cinq diocèses suffragants : Castro (it), Ugento, Alessano (it), Gallipoli et Lecce. Bien que n'étant plus sous la juridiction du patriarcat de Constantinople, le rite byzantin continue à survivre pendant de nombreux siècles. Signe de cette continuité, le monastère de San Nicola di Casole (it) près d'Otrante, fondé en 1098 par le testament du prince Bohémond de Tarente et de son épouse Constance, centre d'études gréco-byzantin jusqu'à sa destruction au XVe siècle.
En 1480, la ville est conquise par les Turcs dirigés par Gedik Ahmed Pacha, qui massacre la population lors de la bataille d'Otrante, des centaines de personnes sont retrouvées mortes, connues sous le nom de martyrs d'Otrante, béatifiés en 1771 et canonisés le 12 mai 2013 par le pape François.
Au XVIe siècle, Pierre Antoine de Capoue (it) prend une part active au concile de Trente et, en 1567, il convoque un concile provincial pour la mise en œuvre des décisions tridentines. Dans cette période post-conciliaire, le processus de latinisation complète de la liturgie est lancé, sous la pression des pontifes et des congrégations de la curie romaine. Après l'obligation du rite latin imposée par l'archevêque Pierre Corderos lors du synode de 1583, il reste encore 12 paroisses sur 40 qui officient selon le rite byzantin.
Au XVIIe – XVIIIe siècle, comme dans tout le sud de l'Italie, il y a une présence espagnole massive sur le territoire obtenue grâce au contrôle royal des nominations épiscopales. Des quatorze évêques otrantins de ces deux siècles, neuf viennent de Naples, deux de Madrid et un de Lisbonne ; beaucoup ont des origines nobles et plus d'un se distingue par sa culture. Le nombre de ceux qui sont issus d'institut religieux est également considérable, nous trouvons un augustin, un mercenaire, deux bénédictins et quatre théatins. À Otrante, comme dans d'autres diocèses du Salento, le séminaire est établi tardivement. En 1750, les jésuites fondent un collège de formation de prêtres à Galatina, cinq ans plus tard, l'archevêque Nicolò Caracciolo fonde le séminaire à Otrante. D'après les récits des visites canoniques effectuées par les archevêques, on constate qu'au XVIIIe siècle, il y a environ 40 paroisses sur le territoire, mais 4 seulement dépassent les 2 000 habitants ; le nombre de confréries sont élevés, 87 sont enregistrés en 1676.
En 1818, à l'occasion de la révision des circonscriptions ecclésiastiques dans le royaume des Deux-Siciles avec la bulle De utiliori du pape Pie VII, la province ecclésiastique d'Otrante est réduite à trois suffragants : Gallipoli, Lecce et Ugento ; tandis que les deux autres diocèses sont supprimés: Alessano est uni à Ugento et le territoire de Castro est annexé à celui d'Otrante.
Le 28 septembre 1960, Otrante perd le diocèse de Lecce (aujourd'hui archidiocèse) qui est immédiatement soumis au Saint-Siège par la bulle Cum a nobis du pape Jean XXIII.
Le 5 octobre 1980, le pape Jean-Paul II se rend en pèlerinage à Otrante à l'occasion des célébrations du 5e centenaire des martyrs d'Otrante. Le 20 octobre 1980, tout en conservant son rang d'archidiocèse, Otrante perd son titre de métropolitain et devient suffragant de l'archidiocèse de Lecce.

## Source
- (it) Cet article est partiellement ou en totalité issu de l’article de Wikipédia en italien intitulé « Arcidiocesi di Otranto » (voir la liste des auteurs).

### Articles liés
- Liste des diocèses et archidiocèses d'Italie
- Église catholique en Italie